# 模擬切手

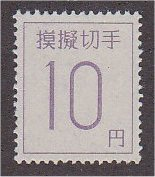
模擬切手10円

模擬切手（もぎきって、模擬切手類）は、郵便作業の練習用や郵便自動化試験用等に使用するために作成された切手である。

## 概要
模擬切手（模擬切手類）は、郵政省（郵便局）から発売された正規の切手ではなく、郵便作業の練習用や郵便自動化試験用等に使用するために作成された切手である。主なものに模擬コイル切手、模擬切手、実践切手、テストコイル切手、額面印字テストコイル切手がある。正規に発行された切手ではないため、発行年や発行背景などの正確な情報が得られていないものもある。従って、各種文献や郵政資料などから信頼性の高いデータの収集と公開が必要である。

## 日本の模擬切手類の種類

### 模擬コイル切手
1938年、日本タイプライター株式会社製の切手自動貼付機（スタンパル）の試験用に作成されたコイル切手である。
スタンパル、無双罫、霞罫の3種の印面種があり、いずれも赤字で印刷されている。

### 模擬切手
郵便作業の練習用に作成された切手である。無額面、1円、2円、3円、4円、5円、8円、10円、20円、30円、40円、50円、100円の印面種がある。
8円、10円、20円、50円、100円以外の印面種は現存数が少なく稀少である。

### 実践切手
郵政職員研修用に作成されたシール式の切手である。魚に7円、日本地図に15円、菊に額面任意記入式などの印面種がある。

### 東芝テストコイル切手
1966年頃、郵便自動取り揃え押印機の試験用に印刷局で作成された切手である。金魚（7円切手の意匠を流用）と菩薩（50円切手の意匠を流用）の印面種があり、額面は0円となっている。残存数は少なく稀少である。2021年5月14日、ネットオークションなどで販売した8人が模造切手取締法違反容疑で書類送検されたが、この逮捕には趣味用の切手売買を扱う専門家からも疑問の声が上がり、東京地検特捜部は同年9月9日に全員を不起訴とし違法性を問うことはできなかった。
これとは別に東芝によって色検知方式の試験用に作成された切手がある。これはエンゼルフィッシュ・東芝ロゴに、通常の切手の額面に該当する箇所に製造年の1967という数字が表記されている。1994年に開運!なんでも鑑定団に1シート100枚綴りが登場した際には250万円、もし1枚だけ出てきても10万円という評価額がつけられた。

### 日本電気テストコイル切手
1967年～1972年頃、郵便自動取り揃え押印機の試験用に作成された切手である。数種類の普通切手を台切手としており、額面は二本線で抹消されている。

### オムロンテストコイル切手
1978年～1981年頃、切手自販機の試験用に作成されたコイル切手である。白地に黒数字、青地に白数字の2種類がある。額面はそれぞれに10、40、60、100の4額面がある。

### 額面印字テストコイル切手
1997年発行の額面印字コイル切手のテスト用に作成されたコイル切手である。オムロン株式会社によって製作され、青地台紙（低額面用）、紫地台紙（高額面用）の2種類がある。

## 中国の模擬切手
1970年代末頃に上海で製造された切手印刷機械のテスト用に印刷され、工場の労働者に配られたといわれる模擬切手（正確にはラベル）が存在する。